# 苏海米阿都拉
拿督苏海米阿都拉，全名为莫哈末苏海米·阿都拉（1955年7月15日—），马来西亚政治人物、土著团结党党员。现任浮罗交怡国会议员。他因在国会发表争议性言论而声名狼藉。

## 政治生涯
2022年大选，苏海米以土团党吉打州主席身份上阵浮罗交怡国会议席，对垒曾担任首相并大力发展浮罗交怡的原任国会议员马哈迪·莫哈末。但他的上阵一度遭到土团党浮罗交怡区部反对，理由是苏海米刚从国外完成换肾手术。最终，苏海米在五角战中胜出，而马哈迪则面对自1969年以来的再度败选。
作为浮罗交怡国会议员，苏海米在国会下议院邀请民主行动党士布爹国会议员郭素沁到浮罗交怡裸游，引发各界强烈批评。

## 争议事件

### 议会厅发言被监听论
2023年3月29日，苏海米在国会下议院质问，议会厅内的安全系统能否保障国会议员的言论无法被“监视”，以及让议员的部分发言不会被播出去。他也询问，部长能否在国会拨电时肯定不会被监视。苏海米说：
|          | 我想问部长，我们的国会殿堂是否有安全系统可以阻止外界监视我们在议会厅说了什么？我们在议会厅所说的话，有哪一些不会（被播放）出去？我们又是否知道谁在暗中监视？ |
| ——苏海米 | |

他的言论被执政党议员打脸，因国会会议是全程直播的。许多网民也对苏海米能在大选打败前首相马哈迪·莫哈末感到困惑，并认为这是投党不投人的结果。

### 裸游论
2023年10月26日，苏海米在参与辩论时，邀请国会议员到浮罗交怡旅游，而当行动党士布爹国会议员郭素沁询问去浮罗交怡是否还能穿短裤时，苏海米发表“裸游论”邀请郭素沁到浮罗交怡裸游，引起轩然大波。行动党中委李政贤抨击此言论侮辱女性，并要求苏海米向郭素沁及全国女性道歉。行动党文冬国会议员雪芙菈·奥斯曼也提呈动议，针对这番言论要求将苏海米送交国会特权委员会查办。行动党升旗山国会议员瑟丽娜不点名谴责他的言论，并指作为人民代议士，国会议员应该维持更高标准的行为规范。苏海米起初否认在浮罗交怡穿短裤课题上性骚扰郭素沁，然而在11月9日，他向国会下议院议长佐哈里阿都及所有国会议员道歉，这才平息了风波。

## 选举成绩
| 年份 | 选区               | 候选人 | 候选人                     | 得票数 | 得票率 | 竞选对手                    | 竞选对手             | 得票数 | 得票率 | 总票数 | 多数票 | 投票率 |
| ---- | ------------------ | ------ | -------------------------- | ------ | ------ | --------------------------- | -------------------- | ------ | ------ | ------ | ------ | ------ |
| 2022 | 吉打 P004 浮罗交怡 |        | 苏海米阿都拉（土著团结党） | 25,463 | 53.63% |                             | 阿敏沙希拉兹（巫统） | 11,945 | 25.16% | 48,123 | 13,518 | 71.10% |
| 2022 | 吉打 P004 浮罗交怡 |        | 苏海米阿都拉（土著团结党） | 25,463 | 53.63% | 扎比迪·雅也（国家诚信党）   | 5,417                | 11.41% |        | 48,123 | 13,518 | 71.10% |
| 2022 | 吉打 P004 浮罗交怡 |        | 苏海米阿都拉（土著团结党） | 25,463 | 53.63% | 马哈迪·莫哈末（祖国斗士党） | 4,566                | 9.62%  |        | 48,123 | 13,518 | 71.10% |
| 2022 | 吉打 P004 浮罗交怡 |        | 苏海米阿都拉（土著团结党） | 25,463 | 53.63% | 阿都卡迪（独立人士）        | 89                   | 0.19%  |        | 48,123 | 13,518 | 71.10% |

## 个人荣誉

### 封衔
- 森美蘭：
  -  森美兰效忠拿督勋章（DSNS）—拿督（1998年）[21]